# Yanni Gourde
Yanni Gourde, född 15 december 1991, är en kanadensisk professionell ishockeyspelare som spelar för Seattle Kraken i NHL.
Han har tidigare spelat på NHL-nivå för Tampa Bay Lightning och på lägre nivåer för Syracuse Crunch och Worcester Sharks i American Hockey League (AHL), San Francisco Bulls och Kalamazoo Wings i ECHL och Tigres de Victoriaville i Ligue de hockey junior majeur du Québec (LHJMQ).
Gourde blev aldrig draftad.

## Statistik
| 2007–2008    | Commandeurs de Lévis    | LHMAAAQ      | 2   | 0  | 0   | 0   | 0   | —  | —  | —  | —  | —  |
| 2008–2009    | Élites de Jonquière     | LHMAAAQ      | 41  | 23 | 30  | 53  | 50  | 4  | 1  | 5  | 6  | 6  |
|              | Tigres de Victoriaville | LHJMQ        | 4   | 0  | 1   | 1   | 0   | —  | —  | —  | —  | —  |
| 2009–2010    | Tigres de Victoriaville | LHJMQ        | 59  | 11 | 17  | 28  | 36  | 16 | 2  | 3  | 5  | 20 |
| 2010–2011    | Tigres de Victoriaville | LHJMQ        | 68  | 26 | 42  | 68  | 48  | 9  | 4  | 6  | 10 | 12 |
| 2011–2012    | Tigres de Victoriaville | LHJMQ        | 68  | 37 | 87  | 124 | 70  | 4  | 1  | 2  | 3  | 6  |
|              | Worcester Sharks        | AHL          | 4   | 1  | 2   | 3   | 0   | —  | —  | —  | —  | —  |
| 2012–2013    | Worcester Sharks        | AHL          | 54  | 8  | 6   | 14  | 41  | —  | —  | —  | —  | —  |
|              | San Francisco Bulls     | ECHL         | 8   | 4  | 6   | 10  | 9   | —  | —  | —  | —  | —  |
| 2013–2014    | Kalamazoo Wings         | ECHL         | 30  | 15 | 19  | 34  | 19  | —  | —  | —  | —  | —  |
|              | Worcester Sharks        | AHL          | 25  | 4  | 20  | 24  | 26  | —  | —  | —  | —  | —  |
|              | Syracuse Crunch         | AHL          | 18  | 2  | 6   | 8   | 16  | —  | —  | —  | —  | —  |
| 2014–2015    | Syracuse Crunch         | AHL          | 76  | 29 | 28  | 57  | 61  | 3  | 1  | 1  | 2  | 10 |
| 2015–2016    | Tampa Bay Lightning     | NHL          | 2   | 0  | 1   | 1   | 2   | —  | —  | —  | —  | —  |
|              | Syracuse Crunch         | AHL          | 65  | 14 | 30  | 44  | 42  | —  | —  | —  | —  | —  |
| 2016–2017    | Tampa Bay Lightning     | NHL          | 20  | 6  | 2   | 8   | 8   | —  | —  | —  | —  | —  |
|              | Syracuse Crunch         | AHL          | 56  | 22 | 26  | 48  | 54  | 22 | 9  | 18 | 27 | 29 |
| 2017–2018    | Tampa Bay Lightning     | NHL          | 82  | 25 | 39  | 64  | 50  | 17 | 2  | 5  | 7  | 8  |
| 2018–2019    | Tampa Bay Lightning     | NHL          | 80  | 22 | 20  | 48  | 66  | 4  | 1  | 0  | 1  | 0  |
| NHL totalt   | NHL totalt              | NHL totalt   | 184 | 53 | 68  | 121 | 126 | 21 | 3  | 5  | 8  | 8  |
| AHL totalt   | AHL totalt              | AHL totalt   | 298 | 80 | 118 | 198 | 240 | 25 | 10 | 19 | 29 | 39 |
| ECHL totalt  | ECHL totalt             | ECHL totalt  | 38  | 19 | 25  | 44  | 28  | —  | —  | —  | —  | —  |
| LHJMQ totalt | LHJMQ totalt            | LHJMQ totalt | 199 | 74 | 147 | 227 | 154 | 29 | 7  | 11 | 18 | 38 |